# Курсел ле Монбелијар
Курсел ле Монбелијар (фр. Courcelles-lès-Montbéliard) насеље је и општина у источној Француској у региону Франш-Конте, у департману Ду која припада префектури Монбелијар.
По подацима из 2011. године у општини је живело 1105 становника, а густина насељености је износила 460,42 становника/km². Општина се простире на површини од 2,4 km². Налази се на средњој надморској висини од 315 метара (максималној 347 m, а минималној 308 m).

## Демографија
| 1962. | 1968. | 1975. | 1982. | 1990. | 1999. | 2011. |
| ----- | ----- | ----- | ----- | ----- | ----- | ----- |
| 905   | 1.009 | 1.131 | 1.064 | 1.025 | 1.015 | 1.105 |

График промене броја становника у току последњих година